# Servet Çetin
Servet Çetin (Tuzluja, 17 de março de 1981) é um ex-futebolista da Turquia que jogava na posição de defesa.

## Carreira
Servet Çetin integrou a Seleção Turca de Futebol na Copa das Confederações de 2003.

## Títulos
Seleção Turca
- Copa das Confederações de 2003: 3º Lugar

Galatasaray
- Campeonato Turco: 2007-08, 2011-12
- Supercopa da Turquia: 2008